# Historisch materialisme
Historisch materialisme (Histomat), of de materialistische opvatting van de geschiedenis, is de (voornamelijk) marxistische benadering van de geschiedschrijving, waarin materiële en economische omstandigheden een centrale rol spelen. Deze omstandigheden worden beschouwd als de grenzen waarbinnen de menselijke geschiedenis zich afspeelt. Bestudeerd wordt vooral hoe sociale en politieke verschijnselen samenhangen met de economische 'basis' van elke maatschappij en de verhouding tussen de verschillende sociale klassen.
Het historisch materialisme gaat terug op de historische studies van Karl Marx en Friedrich Engels. Dezen formuleerden hun theorie van de geschiedenis in reactie op de heersende opvatting over geschiedschrijving in de negentiende eeuw, de idealistische, waarin niet mensen, maar grote ideeën onderwerp van de geschiedenis waren. Ze combineerden de dialectische methode van de filosoof Hegel, waarin conflict en strijd (bij Hegel uitgevochten tussen abstracte ideeën als vrijheid en orde) tot maatschappelijke verandering leidden, met een visie op de mens als sociaal wezen, ingebed in een economische en politieke structuur.

## Bij Marx
Het historisch materialisme wordt gezien als een van Marx' voornaamste intellectuele prestaties, maar die schreef nooit een volledig overzicht van zijn geschiedfilosofie, zodat deze moet worden samengesteld uit fragmenten van zijn (veelal ongepubliceerde) werken. Het dichtste bij een program komt het voorwoord bij Ter kritiek van de politieke economie (1859, een voorpublicatie van Het Kapitaal), waarin een korte, abstracte uiteenzetting van een materialistische geschiedbeschouwing verschijnt. Marx verdeelt de menselijke geschiedenis in stadia, gekenmerkt door hun productiewijzen, en introduceert drie algemene principes:
- Het stadium van technologische en organisatorische ontwikkeling bepaalt de economische structuur van de maatschappij, de productieverhoudingen (eigendomsverhoudingen tussen de verschillende klassen). Deze verhoudingen organiseren de materiële productiekrachten, de middelen die de mens ter beschikking heeft voor economische productie en sociale reproductie: arbeid, gereedschappen, kennis, technologie.
- Bovenop de materiële basis verheft zich de bovenbouw van het maatschappelijk bewustzijn: de juridische, politieke, kunstzinnige en ideologische verschijnselen. Deze verschijnselen kunnen alleen bestaan bij de gratie van de materiële ontwikkeling.
- Een samenleving kan alleen overgaan van haar huidige productiewijze op de volgende als de huidige productiewijze volledig ontwikkeld is en de materiële voorwaarden voor de volgende vervuld zijn.

De vier opeenvolgende productiewijzen die Marx hier onderscheidt, later uitgewerkt door Engels, zijn de volgende:
- Stammensamenleving/ primitief communisme: productie en sociale reproductie vinden plaats in egalitaire dorpsgemeenschappen. Er is aanvankelijk een minimale arbeidsverdeling, die echter toeneemt zodra de mens aan landbouw gaat doen en overschotten begint te produceren. Dit overschot maakt het mogelijk om een klassenmaatschappij te vormen, waarin bepaalde groepen van het overschot van anderen leven. Gaandeweg ontwikkelt zich hieruit de staat.

- Klassieke oudheid/ slavenmaatschappij: differentiatie tussen rijken en armen. De rijken baseren zich vooral op grondbezit en streven territoriale expansie na. Er is een groeiende concentratie van landbezit en een grotere differentiatie.

- Middeleeuwen/ feodalisme: kleinschalige boerenbedrijven en huisnijverheid. Eigendom van grond is nog niet particulier, maar geregeld door het leenstelsel. De horige staat in dienst van de heer, maar de sociale relaties primeren boven de financiële. De werkweek van de (horige) boer wordt expliciet verdeeld tussen hemzelf en de heer. Macht stoelt op het militaire overwicht van de adel. De typerende technologie is de watermolen, een efficiënte maar plaatsgebonden energiebron.

- Burgerlijke maatschappij/ kapitalistische productiewijze (nieuwe tijd): grond en productiemiddelen (kapitaal) zijn geprivatiseerd. Arbeid wordt geleverd door de vrije arbeider, die zijn arbeidskracht verkoopt. Verdeling vindt primair plaats via de markt. Rationalisering maakt dat goederen en diensten in toenemende mate worden geproduceerd ten behoeve van de markt (commodificatie), terwijl maatschappelijke relaties worden voorgesteld als economische relaties (warenfetisjisme). Macht vloeit primair voort uit geld en inkomen. De typerende technologie is de stoommachine, die overal kan worden gebouwd en in de vorm van de trein en het stoomschip zelfs mobiel wordt.

Als Marx' meest belangwekkende historische studie geldt De achttiende brumaire van Lodewijk Napoleon, een beschouwing over de Februarirevolutie van 1848 en de machtsovername door Napoleon III in Frankrijk. Dit werk opent met een opmerking die als slagzin voor het historisch materialisme kan gelden ("De mensen maken hun eigen geschiedenis, maar zij maken die niet uit vrije wil, niet onder zelfgekozen, maar onder rechtstreeks aangetroffen, gegeven en overgeleverde omstandigheden"), maar verder valt moderne lezers vooral het contrast tussen dit werk en het schema van Ter kritiek op: de gebeurtenissen van 1848 worden in grote mate voortgedreven door persoonlijk handelen en toeval.

## In het orthodoxe marxisme
Onder de vroege marxisten van de Tweede en Derde internationale werd Marx' uiteenzetting in Ter kritiek tot een deterministisch dogma. Hoewel Engels al had gewaarschuwd dat het schema van productiewijzen het uitgangspunt van historisch onderzoek was en niet de conclusie ervan, ontstond een beeld van samenlevingen die vrijwel mechanisch overgaan van stadium naar stadium, met een socialistische revolutie als 'onvermijdelijke' conclusie. De basis-bovenbouwstelling, nu opgevat als het idee dat economische omstandigheden de oorzaak waren en politieke verhoudingen het gevolg, vormde de rechtvaardiging voor een economistische politiek.
De consequenties van dit historisch-materialistisch denken werden zichtbaar tijdens de Russische Revolutie van 1917. Van de beide facties waarin de Russische Sociaaldemocratische Arbeiderspartij was gescheurd, streefden de mensjewieken naar een burgerlijk-democratische regering die het kapitalisme in Rusland zou uitbouwen, om zo de grondslagen voor een latere socialistische revolutie te leggen (materiële ontwikkeling, concentratie en disciplinering van arbeiders in fabrieken). De bolsjewieken meenden daarentegen dat een revolutie in het nog grotendeels feodale Rusland kans van slagen had, mits deze internationale steun zou krijgen vanuit de meer ontwikkelde landen. Het falen van de revoluties in Duitsland (Novemberrevolutie) en elders dwongen tot een bezinning en leverden twee oplossing voor het ontstane probleem op. Trotski's oplossing was diens theorie van permanente revolutie, maar de dominante opvatting werd Stalins idee van socialisme in één land: gedwongen industrialisering om in de Sovjet-Unie de voorwaarden voor het 'volgende stadium' te scheppen.

## In het westers marxisme
De West-Europese (neo-)marxisten ontwikkelden nieuwe geschiedopvattingen, onafhankelijk van en vaak tegengesteld aan de dogma's van het Sovjetcommunisme, en beïnvloed door zowel niet-marxistische geschiedschrijving als de ongepubliceerde werken van Marx die na 1917 opgedoken waren; deze wierpen een ander licht op Marx' geschiedschrijving dan het simpele schema uit Ter kritiek. Met name de verzameling postuum gepubliceerde manuscripten die nu de Grundrisse genoemd worden, hadden grote invloed. Hierin presenteert Marx enkele uiteenzettingen over hoe de overgang van de ene productiewijze naar de andere kan plaatsvinden. Al doende nuanceert hij het beeld van een lineaire opeenvolging van stadia, bijvoorbeeld waar hij de overgang van oudheid naar feodalisme schetst als het vestigen van Germaanse organisatievormen in de politieke structuur van het Romeinse Rijk ten tijde van de Grote Volksverhuizing. 
Bij Althusser en Balibar kreeg historisch materialisme een totaal andere lading, nog wel gebaseerd op het idee van materiële omstandigheden als beperking op de handelingsvrijheid van de mens, maar zonder de als dogmatisch beschouwde vooronderstellingen van de orthodoxe marxisten. Voornaamste verdediger van de oude principes in het westen werd G. A. Cohen, wiens werk een analytisch marxistische verdediging van het begrip productiewijze vormde. 